# 4:13 Dream
4:13 Dream è il tredicesimo album in studio della band britannica The Cure, pubblicato il 27 ottobre 2008. Inizialmente esso doveva essere pubblicato il 13 settembre, alla fine di una stringa di quattro singoli ognuno pubblicato il 13 di ogni mese, per marcare l'evento del tredicesimo album di studio della trentennale carriera del gruppo, ma la necessità di apportare gli ultimi ritocchi e anche le politiche interne dello Universal Music Group, la major a cui rispondono i Cure, hanno forzato il cambio di data e la rottura del ciclo.

## Descrizione
L'album è stato oggetto di svariati rinvii e come ormai solito da metà degli anni novanta, ha visto luce a 4 anni di distanza dal precedente The Cure.
Inizialmente ideato come doppio album, la lista finale di canzoni comprende 13 tracce, di cui 6 (Underneath the Stars, Please Project diventata poi The Only One, Don't Say Anything diventata poi Freakshow, Sleep When I'm Dead, The Perfect Boy e Baby Rag Dog Book diventata poi It's Over) già suonate dal vivo durante il 4Tour 2007/2008 che ha segnato il ritorno della band in Asia dopo oltre vent'anni d'assenza. Non compreso nella tracklist ma presentato durante la tournée è il brano A Boy I Never Knew, out-take di The Cure.
La traccia numero 11, Sleep When I'm Dead, è una out-take di The Head on the Door.
L'intero disco è stato presentato dal vivo a Roma in occasione del concerto gratuito "Coca Cola Live @ MTV" l'11 ottobre 2008. La registrazione è stata poi mandata in onda in tutto il mondo nel corso delle settimane successive.
Ora un quartetto, stilisticamente con questo album i Cure si staccano definitivamente dalle tastiera, grazie al ritorno in formazione di Porl Thompson, cognato del frontman Robert Smith, da lui considerato in grado di sopperire alle tastiere con le sue abilità chitarristiche:
(Robert Smith, intervista al New Musical Express, 2006)
Dal punto di vista dei testi, si era diffusa durante la lavorazione l'idea che Smith avesse sofferto del blocco dello scrittore, sentendo di aver già trattato molti dei temi di cui si apprestava a scrivere in passato, ma il cantante stesso ha negato perentoriamente questa voce, dicendo anzi di ritenere assurda l'idea stessa di "blocco dello scrittore" in un contesto come l'arte.
Nel 2014 Robert Smith annunciò di voler ripubblicare l'intero progetto come inizialmente pensato. Con il titolo 4:26 Dream, l'album (doppio) sarebbe stata una riscrittura del lavoro originario, contenente la versione remissata e allargata con gli inediti, per un totale di 26 brani in tutto. Il disco non ha comunque visto la luce ed è rimasto inedito.

## Singoli
- The Only One (maggio 2008) – B-side: NY Trip
- Freakshow (giugno 2008) – B-side: All Kinds of Stuff
- Sleep When I'm Dead (luglio 2008) – B-side: Down Under
- The Perfect Boy (agosto 2008) – B-sides: Without You

Una peculiarità dei singoli tratti da questo album è che tutti i video musicali distribuiti alle televisioni sono stati filmati con lo stesso tenore: semplici inquadrature in bianco e nero del gruppo mentre suona la canzone nello studio. Questa scelta "minimalistica" è stata dettata dal disprezzo per la poca visibilità che hanno ricevuto i video del precedente The Cure e dalla percezione che "qualsiasi video avremmo fatto - sia bello che brutto - non sarebbe stato trasmesso da nessuna parte".

## Tracce
Testi di Smith, musiche di Cure.
1. Underneath the Stars – 6:17
2. The Only One – 3:57
3. The Reasons Why – 4:35
4. Freakshow – 2:30
5. Sirensong – 2:22
6. The Real Snow White – 4:43
7. The Hungry Ghost – 4:29
8. Switch – 3:44
9. The Perfect Boy – 3:21
10. This. Here and Now. With You – 4:06
11. Sleep When I'm Dead – 3:51
12. The Scream – 4:36
13. It's Over – 4:16

## Formazione
- Robert Smith - voce, chitarra, basso a sei corde, tastiere
- Porl Thompson - chitarra
- Simon Gallup - basso
- Jason Cooper - batteria, percussioni, loop

### Altri musicisti
- Smud - percussioni
- Catsfield Sub Rhythm Trio - battimani

### Produzione
- Keith Uddin - produzione, missaggio e ingegneria del suono
- Daren Butler - assistente ingegneria
- Matt Hendry – assistente ingegneria
- Simon Wakeling – assistente ingegneria
- Brian Gardner - mastering

## Classifiche
| Classifica (2008)         | Posizione massima |
| ------------------------- | ----------------- |
| Australia                 | 30                |
| Grecia (Internazionale)   | 11                |
| Grecia (complessivamente) | 24                |
| Italia                    | 8                 |
| Regno Unito               | 33                |
| Stati Uniti               | 16                |
| Svezia                    | 36                |